# Mundo Uruguayo
Mundo Uruguayo fue una publicación periódica uruguaya que se editó entre 1919 y 1967.

## Historia
Se inspiró en la homóloga Mundo Argentino. Su primer número salió a la calle el 8 de enero de 1919.
Dirigida a las capas medias de la población, se caracterizó por una atractiva propuesta gráfica, con numerosas imágenes que en ocasiones llegaban incluso a suplir a los textos escritos, y un lenguaje periodístico de estilo sencillo, accesible para un amplio universo de lectores.
Contó con la colaboración de destacadísimas figuras del ámbito periodístico y cultural, entre otros: Juan Carlos Sábat Pebet, Carlos Martínez Moreno, Alfredo Mario Ferreiro, Juan José Morosoli, etc. El humor estuvo representado por Alfredo Mario Ferreiro, Peloduro, Fola y otros. Entre sus ilustradores se cuentan Felipe Seade y Eduardo Vernazza. Incluyó además colaboradores de otros países, como Vicente Lamas.
Cubrió diversas áreas de interés, entre otras, deportes.